# Francisco Villa, Lerdo
Francisco Villa är en ort i Mexiko.   Den ligger i kommunen Lerdo och delstaten Durango, i den centrala delen av landet, 800 km nordväst om huvudstaden Mexico City. Francisco Villa ligger 1 193 meter över havet och antalet invånare är 176.
Terrängen runt Francisco Villa är huvudsakligen kuperad, men söderut är den platt. Runt Francisco Villa är det ganska tätbefolkat, med 96 invånare per kvadratkilometer. Närmaste större samhälle är Torreón, 9,1 km norr om Francisco Villa. Omgivningarna runt Francisco Villa är i huvudsak ett öppet busklandskap.